# Luis Núñez
Luis Alberto Núñez (Santa Marta, 10 december 1983) is een Colombiaans voetballer. Hij speelt als verdediger en staat onder contract bij Once Caldas.
Núñez speelde vijf interlands voor het Colombiaans voetbalelftal. Hij maakte zijn debuut op 31 maart 2009 in de WK-kwalificatiewedstrijd in en tegen Venezuela.

## Erelijst
Once Caldas
- Copa Mustang

2009 (Apertura), 2010 (Finalización)